# سمیرم
سِمیرُم شهری در جنوب استان اصفهان، ایران است. این شهر مرکز شهرستان سمیرم است و به عروس زاگرس و بام ایران معروف است.

## جغرافیا

### آب و هوا
سمیرم دارای آب و هوای کوهستانی با زمستان‌های سرد و تابستان‌های خشک و معتدل است. میزان بارندگی در شهر سمیرم در طول سال به‌طور متوسط ۴۰۰ میلی‌متر است که ۲۷٪ آن در پاییز ۵۸٪ آن در زمستان و ۱۳٪ آن در بهار و ۲٪ آن در تابستان رخ می‌دهد. متوسط درجه حرارت سالانه ۱۰/۱ درجه سانتی گراد و متوسط حداکثر حرارت ۱۷/۳ درجه و متوسط حداقل درجه حرارت ۳/۵ درجه است. تعداد روزهای یخبندان به‌طور متوسط ۱۴۳ روز که این تعداد بین ۱۱۷ و ۱۶۹ روز در سال متفاوت است.

### موقعیت جغرافیایی
شهر سمیرم در ۱۶۵ کیلومتری جنوب شهر اصفهان و در کوهپایه‌های شرقی رشته کوه‌های زاگرس واقع شده است. سمیرم در دامنه پرشیب کوه بهرز و کوه سیاه قرار گرفته و در واقع شهر سمیرم توسط کوه‌های متعددی احاطه شده است.

### مردم شناسی
زبان مردم سمیرم، فارسی با لهجه ی سمیرمی است. اما در سایر نقاط شهرستان مردم لر و ترک قشقایی اند.

## حوادث
۱۸ فوریه ۲۰۱۸ (۲۹ بهمن ۱۳۹۶) پرواز شماره ۳۷۰۴ خطوط هواپیمایی آسمان (Iran Aseman Airlines) یک فروند هواپیمای ATR 72-212 در مسیر تهران-یاسوج ۵۰ دقیقه بعد از زمان پرواز، از صفحه رادار محو شد و در نزدیکی منطقه پادنا در شهرستان سمیرم سقوط کرد؛ که احتمال اصلی سقوط این هواپیما مه آلودگی هوا و برخورد با کوه دنا در رشته کوه‌های زاگرس دانسته شده است. همگی ۶۰ مسافر، از جمله ۵۹ بزرگسال و یک کودک، و ۶ خدمه شامل یک خلبان و یک کمک خلبان، دو مهماندار و دو پرسنل امنیت پرواز جان باختند.

## تاریخ

### تاریخچه
سابقه تاریخی سمیرم بر طبق تحقیقات واندنبرگ به ۷۰۰ سال قبل از میلاد مسیح بر می‌گردد.
سابقه تاریخی شهرنشینی سمیرم به دوره کاسیان بر می‌گردد. در جنوب سمیرم مزرعه‌ای به نام کوره وجود دارد که اکنون خرابه‌هایی از خانه‌ها و حتی حمام در آن به جا مانده است و این دلیلی بر شهر بودن سمیرم در آن زمان است، زیرا در دوران قبل از اسلام یکی از شاخص‌های شناخت شهر، حمام بوده است و دلیل دیگر اطلاق نام کوره بر این منطقه است. چرا که هخامنشیان به شهر، کوره می‌گفتند. همچنین نام‌های قدیمی موجود در منطقه که بیشتر آن‌ها از واژهای قدیم فارسی دری است -مانند کوه بهرز به معنای هاله روی شعله آتش که کوهی است در شمال شهر سمیرم- نشان دهندهٔ تاریخ شهر است.
وجود تعدادی آثار باستانی و از جمله سنگ نبشت‌های (کتیبه‌های) میخی حک شده بر دل کوه‌ها و سنگ‌های استوانه‌ای که به میل معروفند که پژوهشگر فقید، هرتسفلد از آن‌ها به عنوان آثار عصر ساسانی یاد کرده، نشان می‌دهد که سمیرم در زمان ساسانیان نیز در حد یک شهر بزرگ وسعت و جمعیت داشته است. پس از دوره ساسانیان تا چندین قرن از وضعیت و تاریخ سمیرم آثار و اسنادی در دست نیست. اما آنچه از گزارش‌های تاریخی بر می‌آید در دوره دیلمیان سمیرم دارای دژی محکم و استوار بوده است.
این منطقه در دوره سلجوقیان نیز شهری نسبتاً بزرگ بوده و قلعه‌ای استوار داشته است. سمیرم در دوره سلجوقیان نقش مهمی در ارکان مدیریتی این سلسله ایفا کرده است. چنانچه غیر از کمال الدین علی از وزرای معروف این عصر، وزیران حکومتی دیگری نیز در این دوره از این شهر بوده‌اند.
در عصر صفوی با وجود آرامش نسبی در سمیرم، زمین‌های این منطقه مورد خرید و فروش قرار می‌گرفته است. البته نزدیکی آن با پایتخت صفویان، اصفهان، در این امر بی تأثیر نبوده است. و البته این که آب و هوای معتدلش مورد پسند پادشاهان آن عصر بود.
در دوران بعد، از جمله در عصر زندیه سمیرم به علت همجواری با پایتخت زندیه، شیراز، مورد توجه بوده است. در عصر قاجار منطقه در معرض تاخت و تاز قشون حکومتی بوده است. از عصر قاجار به بعد این منطقه عرصه رقابت و رویارویی دو ایل بزرگ بختیاری و قشقایی قرار گرفته است.
مهم‌ترین واقعه تاریخ سمیرم، نبرد سمیرم است. با اشغال ایران توسط متفقین و سقوط رضاشاه و در پی آن، بازگشت رهبران در تبعید ایلات، انتظار می‌رفت که از حجم فشارها کاسته شود و شرایط مطلوب‌تری حاکم گردد. اما دولت بریتانیا برتداوم سیاست‌های محدودکننده عشایر اصرار داشت. به اعتقاد کاوه بیات، تاریخ‌نگار و پژوهشگر ایرانی، تداوم این نارضایتی‌ها به‌عنوان یکی از پیشرانه‌های واقعه سمیرم شناخته می‌شود. دولت بریتانیا به‌منظور جلوگیری از برانگیخته شدن احساسات ملی ایرانیان، از رویارویی مستقیم با عشایر قشقایی پرهیز داشت و به همین سبب امکانات لازم را برای درگیر شدن ارتش ایران با آن‌ها فراهم نمود. بدین جهت، سپهبد شاه‌بختی را تحت فشار قرار داد تا با پشتیبانی آن‌ها در زمان کوچ تابستانه عشایر قشقایی، با آن‌ها درگیر و عملاً مانع کوچشان شود؛ بنابراین درگیری‌هایی بین ارتش و عشایر در قیر، کارزین و گردنهٔ موک در شمال فیروزآباد واقع شد.
در پی این درگیری‌ها که عمدتاً با تلفات نیروهای ارتش همراه بود، سران قشقایی تصمیم گرفتند به پادگان قلعهٔ پریان و پادگان سمیرم حمله کنند. حمله به پادگان سمیرم را خسرو خان قشقایی بر عهده گرفت. در سوی دیگر، سپهبد شاه‌بختی یک ستون نظامی هفتصدنفره را به فرماندهی سرهنگ حسنعلی شقاقی راهی پادگان سمیرم کرد تا تحرکات احتمالی قشقایی‌ها را سرکوب کند. خسروخان به سرهنگ شقاقی پیغام داد تا برای اجتناب از درگیری، پادگان را تسلیم و نیروهای خود را از منطقه ییلاق عشایر خارج کند. اما این پیشنهاد پذیرفته نشد.
نبرد سمیرم در اوایل تیر ۱۳۲۲ خورشیدی با محاصره پادگان سمیرم توسط نیروهای قشقایی شروع و در یازدهم تیرماه با کشته شدن سرهنگ شقاقی و تسلیم شدن پادگان تمام شد. نتیجه این نبرد، تأثیر منفی زیادی بر روحیه ارتش ایران داشت. همچنین در پی این نبرد، مخالفان لشکرکشی به فارس در پایتخت، به تکاپو افتادند و موفق به عزل سپهبد شاه‌بختی شدند. آن‌ها همچنین تلاش کردند علی سهیلی، نخست‌وزیر وقت را استیضاح کنند که به نتیجه نرسید. تنها بازمانده جنگ یداله شکرالهی بود که دو مرده بر روی خود انداخت و خود را خونی کرد و زنده ماند که در دوران سربازی از اهالی یانچشمه بوده است.
از این جنگ تحت عنوان نبرد سمیرم در برخی کتب و منابع یاد شده، از جمله خاطرات میرزا مهدی خانشقاقی (میرزا مهدی خان ممتحن الدوله)، و رمان سووشون اثر سیمین دانشور و نیز در قطعه‌ای از احمد شاملو شاعر معاصر.
در سال ۱۳۲۵ سمیرم از شهرستان آباده و استان فارس منتزع و تابع استان اصفهان گردید. در آبان ۱۳۲۹ شهر شد و درنهایت در سال ۱۳۴۲ سمیرم به عنوان مرکز شهرستان سمیرم شناخته شد.
برای رسیدن به این آبشار و روستای شگفت‌انگیز ابتدا باید به سمیرم بروید و جاده سمیرم یاسوج را در پیش بگیرید. پس از طی مسافتی به روستایی به چهارراه می‌رسید که باید از آن عبور کنید و پس از پشت سر گذاشتن آن، وارد جاده‌ای خاکی می‌شوید که دو، دوراهی دارد که باید در هر دو مسیر به‌سمت چپ بپیچید و در انتها به روستای آب ملخ خواهید رسید.
لازم به ذکر است که سمیرم ، شهری بود که سال‌ها به بام ایران معروف بود و از سال 84 جشنواره بزرگ صنایع دستی و گردشگری در آبشار معروفش برگزار شد.سمیرم که به سرزمین هزارچشمه معروف است ، در روزگاران گذشته آب فراوان و چشمه‌هایی که خروشان داشت. سرزمینی که روزی درختان ارس سراسر کوه‌ها و تپه‌هایش را پوشانده بود و حیات وحش آن کوهساران بزرگش را استوار ساخته بود؛ مراتع و سبزه‌زارهایی در گذشته سبز و سرحال داشت.

### ریشه‌شناسی
در خصوص ریشه‌شناسی نام این شهر تعابیر و تفاسیر مختلفی به کار برده شده است:
- نقل قولی که حکایت از قدمت تاریخی منطقه دارد و بیشتر از آن بوی افسانه به مشام می‌رسد از این قرار است که چون سام نریمان پهلوان شاهنامه فردوسی به دندان درد سختی گرفتار می‌شود، بی تابی عظیمی او را فرا می‌گیرد و چون به این منطقه می‌رسد، دردش بهبود می‌یابد؛ لذا نام این مکانِ را «سام آرام» نهادند چرا که سام در این منطقه از درد آرام گرفت و به مرور زمان این نام به سمیرم تبدیل می‌شود.
- گفته‌اند سمیرم بر گرفته شده از نام سمیرامیس ملکه بابل در دنیای باستان می‌باشد که به این ناحیه گذر کرده است.

به نظر می‌رسد منطقی تر این باشد که نام سمیرم را به زمیران، سمیران یا شمیران نسبت دهیم. شم یا سم به معنای سرد و ران یا رام به معنای مکان، که به مرور زمان به سمیرم تبدیل شده است.

### آثار باستانی موجود در شهر
معماری‌های دست کندی که در داخل شهر است (شامل خانه‌های صخره‌ای باستانی) از جمله جالب‌ترین نوع معماری ایران باستان است.
جاوری مدیر گروه باستان‌شناسی دانشگاه کاشان معتقد است: این خانه‌های صخره‌ای محل سکونت انسان بوده و بخشی از این خانه‌ها برای انباری تعبیه می‌شده است.
ناحیه‌ای در شهر سمیرم وجود دارد به نام قلعه، این قلعه را می‌توان به دوران اقوام کاسی‌ها و اوراتورها که به قبل از دوران مادها می‌رسد نسبت داد. در دامنه محله قلعه در شمال شهر سمیرم حدود هزار خانه صخره‌ای گمنام و ناشناخته وجود دارد که می‌توان گفت در دنیا بی نظیر است. و بعضی از این دست کنده‌ها در دامنه قلعه سمیرم بر روی دیگری و چند طبقه ساخته شده‌اند. سیستم گرمایش، تعبیه طاقچه و شبکه آبرسانی جانمایی شده در خانه‌های صخره‌ای سمیرم به خوبی قابل مشاهده است. که به سبب آگاهی محدود و بی‌توجهی مسوولان برخی سازمان‌ها مانند اوقاف، در طرح توسعه مقبره امامزاده ابراهیم بخش‌هایی از این معماری کهن در چند سال اخیر تخریب شده و از بین رفته‌اند.

## مشاهیر
- جهانگیر خان قشقایی (فیلسوف و مجتهد)
- حبیب‌الله فضائلی - خطاط
- کمال الدین علی سمیرمی از وزرای معروف سلجوقی
- ملا محمدتقی، مجتهد و عالم
- ملاحسین، عارف و کاتب قرآن خطی
- سید علی امامی، مجتهد و عارف
- زین العابدین جعفری، (وکیل الرعایا، مشاهیر ایران)

## گردشگری

### جاذبه‌های طبیعی
- آبشار سمیرم

آبشار سمیرم که آن را عروس زاگرس نیز نامیده‌اند، یکی از پرطرفدارترین جاذبه‌های طبیعی سمیرم محسوب می‌شود. این آبشار که در چهار کیلومتری شرق سمیرم و ۱۶۰ کیلومتری جنوب اصفهان واقع شده است. در یک دره واقع شده و ازمیان دو دیواره سنگی به پایین فرو می‌ریزد. آبشار سمیرم یکی از بهترین مکان‌های طبیعی سمیرم برای شب ماندن است.
- پارک دریاچه
- سرچشمه بابا زرنگ (شهر کمه)
- آبشار بی‌بی سیدان
- آبشار تقرچه
- رودخانه شمس‌آباد و چشمه ناز ونک
- آبشار آب ملخ
- غار دنگزلو
- سد حنا
- چشمه خوانسار
- رودآباد
- چالقفا
- غار پلنگ سمیرم
- غار چهل ستون
- غار شاه آباد
- سد کمانه

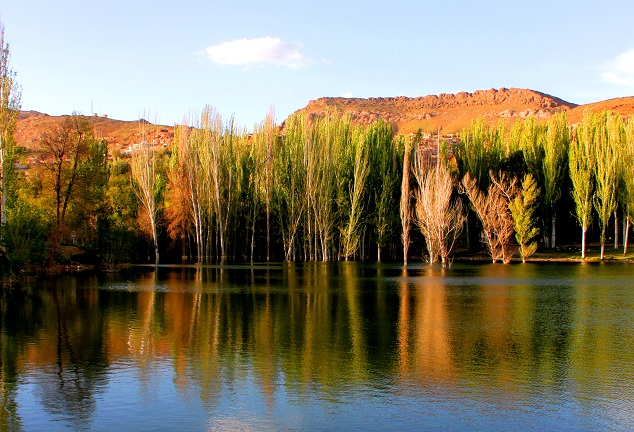
پارک دریاچه

- روستای نمونه گردشگری خفر و آبشار خفر
- چشمه آب اسپید
- آبشار تنگ دناسا

### جاذبه‌های تاریخی
- تقرچه
- مسجد و حمام خانعلی
- مسجد جامع شهر سمیرم (محلهٔ قلعه)
- میل‌های سنگی
- حمام خواجگان
- آسیاب‌های آبی (خانعلی)
- قبرستان و سنگ قبرهایی از اوایل عهد اسلام
- کتیبه‌های ناخوانا در غار اشکفت راز در اطراف شهر
- سنگهای عصاری

پشمکون

### جاذبه‌های مذهبی
- امامزاده ابراهیم
- امامزاده زید بن علی
- امامزاده سید محمد و سید احمد خفر
- امامزاده معصومه خاتون

امامزاده بی بی گل خاتون شهر کمه

### صنایع دستی
در چند سال اخیر تعداد کارگاه‌های صنایع دستی سنتی شهر کاهش یافته است. با این حال از مهم‌ترین صنایع دستی سمیرم می‌توان به قالی، گلیم و جاجیم اشاره کرد.

### ره آورد
مهم‌ترین سوغات سمیرم همان سیب معروف این شهر است. از دیگر ره آورد‌های سمیرم می‌توان به قارا، کشک و صنایع دستی به ویژه قالی و گلیم و عسل و جاجیم اشاره نمود.

## آموزش

### آموزش عالی
- دانشگاه آزاد اسلامی واحد سمیرم
- دانشگاه پیام نور مرکز سمیرم این دانشگاه در سال ۱۳۷۷ تأسیس شد و دارای رشته‌های تحصیلی در مقاطع کارشناسی و کارشناسی ارشد می‌باشد. تلفن تماس: ۰۳۱۵۳۶۶۰۶۲۷
- رشته‌های کارشناسی دانشگاه پیام نور سمیرم: روان‌شناسی، علوم تربیتی، مشاوره و راهنمایی، حقوق، حسابداری، علوم اجتماعی
- رشته‌های تحصیلی دانشگاه پیام نور سمیرم در مقطع کارشناسی ارشد عبارتند از: علوم تربیتی گرایش برنامه‌ریزی درسی، جامعه‌شناسی گرایش روزنامه‌نگاری، روان‌شناسی عمومی و روان‌شناسی تربیتی

### آموزش دینی
مهم‌ترین مرکز آموزش دینی در سمیرم حوزه علمیه امام صادق است که در سال ۱۳۶۴ تأسیس شده است.
آموزشگاه موسیقی سرو آزاد
مرکز تخصصی موسیقی در سمیرم به مدیریت مسعود آصفی کارشناس ارشد موسیقی در سال ۱۳۹۰ تأسیس شد.
سازهای آموزشی (تار، سه تار، گیتار،سنتور، ویولن، موسیقی ارف)
آموزشگاه موسیقی نغمه شرقی

## حمل و نقل

### راه‌های ارتباطی
با توجه به موقعیت شهرستان سمیرم و قرار گرفتن آن بین سه استان فارس، چهارمحال و بختیاری و کهگیلویه و بویراحمد و همچنین عبور ترافیک استان‌های بوشهر و کهگیلویه و بویراحمد و قسمتی از ترافیک استان‌های فارس و چهارمحال و بختیاری از این شهرستان به طرف شمال و مرکز، اهمیت راه‌های ارتباطی این شهرستان زیاد است. ولی با این حال راه‌های ارتباطی این شهرستان با توجه به اهمیت آن، آنچنان توسعه نیافته است. شهرستان سمیرم دارای ۸۶۰ کیلومتر بزرگراه اصلی، فرعی و روستایی و یک هزار و ۹۹۲ کیلومتر راه همسنگ (رتبه دوم در استان) است.
شهر سمیرم دارای چند خروجی اصلی و فرعی است. جاده‌های اصلی سمیرم عبارت اند از:
- بزرگراه سمیرم - شهرضا
- جاده سمیرم - یاسوج
- جاده سمیرم - آباده

یک کمربندی بزرگراه سمیرم- شهرضا را به جاده سمیرم - یاسوج وصل می‌کند و یکی هم جاده سمیرم - یاسوج را به جاده سمیرم - آباده متصل می‌سازد.

## ورزش
سمیرم دارای حدود سه هزار ورزشکار سازمان یافته و بیش از ۳۰ هیئت ورزشی است.
تیم‌های ورزشی و ورزشکاران سمیرمی در سطح استان، کشور و جهان توانسته‌اند به موفقیت‌های زیادی دست یابند. از جمله خواهران منصوریان و خانم الهه منصوریان، ووشوکار سمیرمی که موفق به کسب طلای جام جهانی سانشو ۲۰۱۰ چین، نقره قهرمانی جهان ۲۰۰۹ تورنتو و برنز بازی‌های آسیایی ۲۰۱۰ گوانگژو شد.
مهم‌ترین امکانات ورزشی شهر سمیرم:
- مجموعه ورزشی شهید صابری
- پیست اسکی سمیرم
- مجموعه ورزشی آرسس اختصاصی بانوان
- مجموعه ورزشی اکسیژن

## سمیرم از دیدگاه مردم‌شناسی
مردم شهر سمیرم به زبان فارسی گفت و گو می‌کنند. لهجه غالب به لهجهٔ مردم استان فارس شبیه است اما خصوصیات خاص خود را دارد.
اما در بخش وردشت این شهرستان ترک‌های قشقایی به‌طور کامل غالبند و البته در بخش‌های پادنا و پادناعلیا، لرهای جنوبی ساکن اند اما ترک‌های قشقایی اکثریت جمعیت در بخش وردشت هستند.
محله‌های سمیرم
بافت سنتی شهر سمیرم را هفت محله تشکیل می‌داده است که هنوز می‌توان رگه‌هایی از تعصب و قوم گرایی را حتی در قشر جوانان تحصیل کرده آن به چشم دید. در گذشته افراد این مرز و بوم در هفت محله جدا از هم زندگی می‌کردند و اکنون اگرچه باتوجه به شرایط و ساختار شهرنشینی، افراد در تمام نقاط شهر پراکنده‌اند ولی با این حال حد و مرزها همچنان وجود دارد و با تقریب خوبی می‌توان محلات و ساکنین آن را از هم تمیز داد.
اسامی هفت محله و وجه تسمیه آنها به قرار زیر است:
محلهٔ قلعه:
```
تشکل ابتدایی این محله احتمالاً پیرامون دژ یا قلعه ای بوده که اثر کمرنگی از آن همچنان به نام «نارقلعه» وجود دارد. فامیل‌های تشکیل دهنده آن عبارتند از: افشاری، پیرمرادیان، عباسی، رنجبر و شجاعی. به گفته برخی از ریش سفیدان و پیرمردان با تجربه و با اطلاع، در گذشته نیای برخی از فامیل افشاری از دره گز خراسان به این منطقه مهاجرت کرده و ساکن شده‌اند. محل استقرار این محله در شمال سمیرم بوده است و هنوز تعداد عمده ای از آنها در این محل به سر می‌برند.
```

محلهٔ خواجگان:
```
در گذشته نزدیک برخی کلانتران و بزرگان از این منطقه سر بلندکرده اند. سامی، کریمی، صادقی، شهبازی، صابری، کاوه و … فامیل‌های تشکیل دهندهٔ این محله هستند. به گفته پیرمردان دنیا دیده، نیای فامیل‌های سامی و کریمی از منطقه خراسان بوده‌اند. مردمان این محله در غرب سمیرم ساکن هستند.
```

محله دلگر:
```
پیشهٔ نیای گذشته آنها نجاری بوده است و دلگر برگرفته از دُرگر است که خود یک واژه پهلوی است و معنی نجار می‌دهد و تبدیل حرف «ر» به حرف «ل» در فرهنگ عامیانه سمیرم بسیار متداول است. فامیل‌های اسدی و بهرامیان بافت آن را تشکیل می‌دهند و مردمان آن در جنوب غربی شهر ساکن هستند. ممکن است فامیل اسدی ریشه ترک داشته باشد و از کلمه دوره‌گرد گرفته شده باشد.
```

محلهٔ پامنار:
```
سنگ بنای محلهٔ پامنار در کنار مناری از این منطقه گذاشته شده که بعداً به نام پامنار معروف شده است. فامیل تشکیل دهندهٔ این محله رشیدی است.
```

محلهٔ جنگل:
```
فامیل‌های امامی، داودی، آقائی، هاشمی، قنبری، تشکیل دهنده آن بوده‌اند و در مرکز سمیرم سکونت اختیار کرده بودند. جد فامیل آقائی از نواحی خراسان بوده است. وجه تسمیهٔ جنگل را به دو گونه می‌توان توضیح داد؛ ممکن است محل سکونت نیای این محله، جنگل زار بوده است یا احتمال می‌رود که واژهٔ جنگل تغییر فرم یافتهٔ «جنگ گر» یا «جنگاور» باشد.
```

محله دهان:
```
یکی از محله‌های بزرگ سمیرم که جمعیت زیادی برخوردار است.
```

محله ماندگار:
```
در شرق شهرستان سمیرم قرار دارد. به نظر می‌رسد قدیمی‌ترین ساکنان سمیرم باشند که احتمالاً خود از جای دیگر آمده و در سمیرم ساکن شده باشند. فامیل طغرائی تشکیل دهنده این محله بوده‌اند.
```

برخی از محله‌ها به‌طور کامل با ساکنین جدید تغییر یافته‌اند به طوریکه در محله پامنار و ماندگار کم‌تر اثری از ساکنین قدیم آن می‌توان یافت.

## ویژگی‌های تلفظ
در لهجه سمیرمی (شهر سمیرم) امروزی بر خلاف برخی از لهجه‌های زبان فارسی، «غ» و «ق» یکسان تلفظ می‌شود؛ مثلاً تلفظ دو واژه غریب و قریب در لهجه سمیرمی یکسان است.
تبدیل «ان» «ام» در اغلب واژه:
- خانه ← خونه
- جان ← جون
- آرام ← آروم
- داماد ← دوماد
- ماند ← موند

استثنا در واژگان کمتر رایج و نوتر از جمله اکثر جمع‌ها با «ان» جاری‌است.

### تلفظ «را»
رای مفعولی به‌صورت re- یا e- تلفظ می‌شود.
- ماشین را ببین --> ماشینِ بین یا ماشینرِ بسن
- در را باز کن. --> درِ باز کو.

### تبدیل جملهٔ مفعولی در صورتی که مفعول اول شخص باشد
برای مثال:
- مرا به رستوران برد --> بُردوم رستوران

## صرف فعل
- شناسهٔ سوم شخص مضارع به جای «د» اَ است. «می‌زند --> می زنهَ»
- شناسهٔ دوم شخص جمع به جای «اید --> این» ادا می‌شود. «می‌زنید --> می‌زنین»، «رفتید --> رفتین»
- شناسهٔ سوم شخص جمع با تخفیف دال پایانی ادا می‌شود: «می‌زنند --> می‌زنن»

### گفتن تمامی می‌های کاری در حالت منفی (نمی) به صورت نَم
- نمی‌دانم --> نَمدونم
- نمی‌خواهم --> نَمخوام
- نمی‌خورم --> نَمخورم